# Nasr ad-Din Khusrau Shah
Nasr Al-Din Khusrau Shah var sultan i Delhi 1320.
Han kallades 'Inkräktaren' eftersom han markerade ett tydligt avstånd mot den traditionella muslimska statsreligionen, genom att bland annat utse hinduiska officerare som tilläts ge uttryck för sin tro inom tjänsten. Inom kort avsattes Khusrau av det muslimska etablissemanget i huvudstaden och Tughlaqdynastin tog sin början.